# Jamie Gittens
Jamie Gittens, né le 8 août 2004 à Londres, est un footballeur anglais qui joue au poste d'ailier au Chelsea FC.

## Carrière en club

### Jeunesse
Né à Londres de parents originaires de la Barbade, Bynoe-Gittens commence sa carrière avec l'équipe locale de Caversham Trents à l'âge de cinq ans et y reste jusqu'à l'âge de sept ans. Peu après, il rejoint Reading et évolue également un certain temps avec Chelsea. En catégorie des moins de 9 ans, il choisit de rester à Reading jusqu'en moins de 14 ans, moment où il décide de signer avec Manchester City,.

### Borussia Dortmund
Après deux ans à Manchester, Bynoe-Gittens déménage en Allemagne en 2020 pour signer avec le Borussia Dortmund. Sa carrière à Dortmund est entravée non seulement par la pandémie de COVID-19, mais aussi par une déchirure du ligament qui l'éloigne des terrains plusieurs mois. Cependant, la saison 2021-22 est bien meilleure pour Bynoe-Gittens, comme le prouvent ses performances remarquables en UEFA Youth League, où il inscrit six buts en quatre matchs, dont deux contre Manchester United, ce qui lui offre d'être convoquer dans l'équipe première de Marco Rose,,. Lors de la saison 2023-2024, il entre en jeu lors de la défaite 2-0 de son équipe face au Real Madrid en finale de la ligue des champions.
Le 18 septembre 2024, pour le premier match des marsupiaux dans le nouveau format de la Ligue des Champions, il délivre son équipe contre le Club Bruges KV, entrant en jeu en seconde période et inscrivant un doublé alors que le score était auparavant bloqué à 0-0.

## Carrière internationale
Bynoe-Gittens a représenté l'Angleterre à plusieurs niveaux de jeunes. Il a des origines barbadiennes.
Le 17 juin 2022, Bynoe-Gittens est inclus dans l'effectif de l'équipe des moins de 19 ans de l'Angleterre pour le Championnat d'Europe des moins de 19 ans de l'UEFA 2022. Il fait ses débuts en U19 en entrant en jeu à la 80e minute lors du premier match de l'Angleterre du tournoi, une victoire 2-0 contre l'Autriche à Banská Bystrica, en Slovaquie . Il fête sa première titularisation de la compétition lors du match de groupe suivant contre la Serbie et sera ensuite salué pour sa performance en demi-finale contre l'Italie. Bynoe-Gittens débute la finale que l'Angleterre remporte 3-1 en prolongations contre Israël le 1er juillet 2022,.

## Statistiques

### Générales
| Saison                | Club                  | Championnat           | Championnat | Championnat | Championnat | Coupe(s) nationale(s) | Coupe(s) nationale(s) | Coupe(s) nationale(s) | Compétition(s) continentale(s) | Compétition(s) continentale(s) | Compétition(s) continentale(s) | Compétition(s) continentale(s) | Coupe du monde des clubs de la FIFA | Coupe du monde des clubs de la FIFA | Coupe du monde des clubs de la FIFA | Total | Total | Total |
| Saison                | Club                  | Division              | M.          | B.          | P.d.        | M.                    | B.                    | P.d.                  | Comp.                          | M.                             | B.                             | P.d.                           | M.                                  | B.                                  | P.d.                                | M.    | B.    | P.d.  |
| 2021-2022             | Borussia Dortmund     | Bundesliga            | 4           | 0           | 0           | -                     | -                     | -                     | -                              | -                              | -                              | -                              | -                                   | -                                   | -                                   | 4     | 0     | 0     |
| 2022-2023             | Borussia Dortmund     | Bundesliga            | 15          | 3           | 1           | 3                     | 0                     | 0                     | C1                             | 2                              | 0                              | 0                              | -                                   | -                                   | -                                   | 20    | 3     | 1     |
| 2023-2024             | Borussia Dortmund     | Bundesliga            | 25          | 1           | 4           | 2                     | 0                     | 1                     | C1                             | 7                              | 1                              | 0                              | -                                   | -                                   | -                                   | 34    | 2     | 5     |
| 2024-2025             | Borussia Dortmund     | Bundesliga            | 32          | 7           | 3           | 2                     | 0                     | 0                     | C1                             | 14                             | 4                              | 0                              | 1                                   | 0                                   | 0                                   | 49    | 11    | 3     |
| Total sur la carrière | Total sur la carrière | Total sur la carrière | 76          | 11          | 8           | 7                     | 0                     | 1                     | -                              | 23                             | 5                              | 0                              | 1                                   | 0                                   | 0                                   | 107   | 16    | 9     |

## Palmarès
| Angleterre -19 ans - Championnat d'Europe - Vainqueur en 2022 |